# Deutscher Nationalpreis
Der Deutsche Nationalpreis würdigt Personen der Zeitgeschichte, die für das Zusammenwachsen, die Einheit und Vereinigung Deutschlands und Europas eingetreten sind. Er wird von der Deutschen Nationalstiftung vergeben, seit 1997 in der Regel jährlich. Obwohl der Name anderes suggerieren mag, handelt es sich um einen privat durch die Stiftung vergebenen Preis; die einzig allgemein vergebene offizielle Verdienstauszeichnung der Bundesrepublik Deutschland ist das Bundesverdienstkreuz. Der Preis ist mit bis zu 50.000 Euro dotiert und bezieht einen Förderpreis mit ein, mit dem in der Regel Organisationen ausgezeichnet werden, die sich für den Zusammenhalt junger Menschen starkmachen.

## Preisträger
- 1997: Gesellschaft zur Förderung des Wiederaufbaus der Frauenkirche Dresden e. V.
- 1998: Wolf Biermann, sowie zwei Förderstipendien an Ekkehard Maaß und Jürgen Fuchs
- 1999: Heinz Berggruen und Heinz Bethge
- 2000: Die Erstunterzeichner des Gründungsaufrufs „Aufbruch 89 – Neues Forum vom 10. September 1989“; die Robert-Havemann-Gesellschaft erhielt einen Förderpreis.
- 2001: Tadeusz Mazowiecki und Joseph Rovan
- 2002: Günter de Bruyn und Wolf Jobst Siedler
- 2003: Václav Havel
- 2005: Fritz Stern
- 2006: Herbert-Hoover-Schule Berlin
- 2007: EUSTORY
- 2008: Florian Mausbach, Günter Nooke, Jürgen Engert, Lothar de Maizière und die Deutsche Gesellschaft als Initiatoren zur Errichtung des Freiheits- und Einheitsdenkmals
- 2009: Erich Loest, Monika Maron und Uwe Tellkamp[1]
- 2010: Karl Dedecius und Alfons Nossol als deutsch-polnische „Brückenbauer“[2]
- 2011: Gottfried Kiesow[3]
- 2012: Canto Elementar, angeregt von Karl Adamek und Hermann Rauhe[4]
- 2013: Deutsche Jugendfeuerwehr. Der Preis würdigt das ehrenamtliche Engagement und die gesellschaftliche Integrationsleistung durch die Jugendorganisation der Feuerwehren in Deutschland.
- 2014: Christoph Wonneberger, Christian Führer und Uwe Schwabe, sowie das Archiv Bürgerbewegung Leipzig e. V. als Repräsentanten der Leipziger Montagsdemonstrationen zur Erinnerung an die friedliche Revolution in der DDR und den Fall der Mauer vor 25 Jahren.[5]
- 2015: Neil MacGregor
- 2016: Volksbund Deutsche Kriegsgräberfürsorge
- 2017: Rafał Dutkiewicz[6]
- 2018: Rüdiger Safranski
- 2019: Anita Lasker-Wallfisch
- 2020: Torsten Pötzsch
- 2021: Alena Buyx
- 2022: Werner Schulz[7]
- 2023: Anselm Kiefer
- 2024: Igor Levit
- 2025: Özlem Türeci und Uğur Şahin

## Frühere Preise mit ähnlicher Bezeichnung

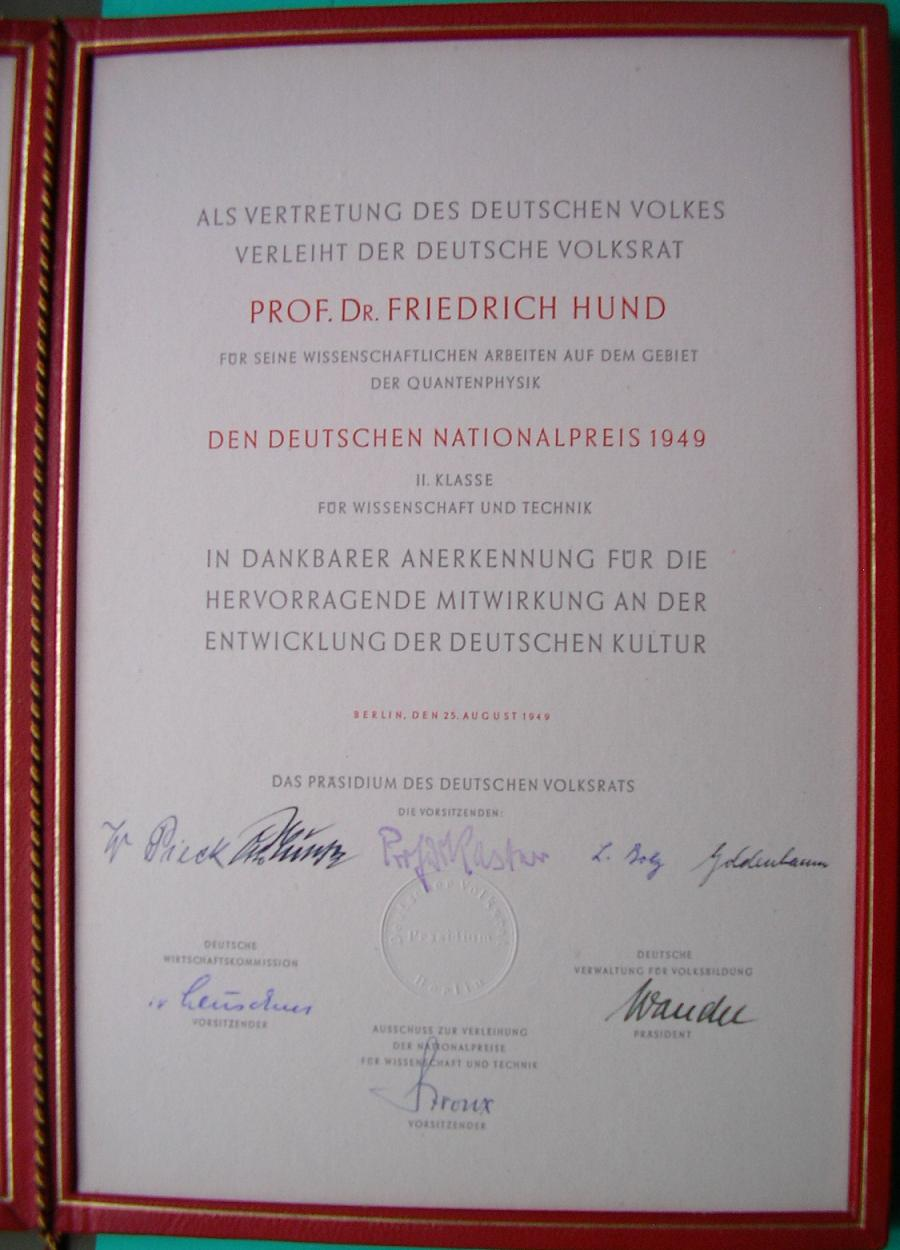
Urkunde zum Deutschen Nationalpreis 1949
verliehen von Wilhelm Pieck an Friedrich Hund
Berlin, den 25. August 1949

Sowohl im nationalsozialistischen Deutschen Reich, als auch in der sowjetisch besetzten Zone und in der DDR wurden jeweils offizielle staatliche Preise mit der Bezeichnung Nationalpreis verliehen. Weder inhaltlich noch historisch stehen diese Preise in einer Kontinuitätslinie zueinander.
- Im Mai 1933 wurde ein Deutscher Nationalpreis für Buch und Film geschaffen.
- 1937 und 1938 wurde ein Deutscher Nationalpreis für Kunst und Wissenschaft gestiftet, der anstatt des Nobelpreises von Hitler persönlich an Deutsche verliehen wurde.
- Von 1949 bis 1989 wurde der Nationalpreis der DDR verliehen. Im ersten Jahr hieß er Deutscher Nationalpreis 1949. Die Auszeichnung wurde am 25. August 1949, und damit noch vor der Gründung der DDR, vom Präsidium des Deutschen Volksrats in Berlin verliehen.[8]